# 百齡國際
百齡國際（控股）有限公司，簡稱百齡國際（控股）或百齡國際（英語：Long Success International (Holdings) Limited，港交所除牌前8017.HK），前身為美域數碼國際(控股)有限公司，是在2006年3月10日，開始更名，現時主要業務在中國內地從事造紙業，生物可降解材料製造業務及放債業務。公司在香港交易所創業板上市。
主席為黃錦亮。總裁為胡東光。總部位於香港上環文咸東街40-44號泰基商業中心26樓。在2006年前，先後出售科技業務，現時廠房位於山東省濟寧市，名為济宁港宁纸业有限公司，至於旗下迅升發展有限公司、永順控股有限公司等，則主要經營在中山市生物可降解材料製造業務。
在2011年12月，擬以 7.8億港元收購主席昇陽硅業的 80%股權。
2016年10月19日，該公司遭港交所引用《創業板上市規則》第9.14條的規定予以取消上市地位。